# نيكولاس جيان
نيكولاس جيان (بالإنجليزية: Nicholas Gyan)‏ هو لاعب كرة قدم غاني في مركز الوسط، ولد في 14 مايو 1989 في أكرا في غانا. لعب مع نادي سيمبا.

## وصلات خارجية
- نيكولاس جيان على موقع قاعدة بيانات كرة القدم.إي يو (الإنجليزية)
- نيكولاس جيان على موقع Soccerway.com (الإنجليزية)
- نيكولاس جيان على موقع GSA (الإنجليزية)